# Postal: Brain Damaged
Postal: Brain Damaged – gra komputerowa z gatunku strzelanek pierwszoosobowych, utrzymana w stylistyce boomer-shooter, wyprodukowana przez polskie studia HyperStrange i CreativeForge Games i wydana w 2022 roku przez Running with Scissors.

## Fabuła
Grywalnym bohaterem gry jest występujący w pozostałych odsłonach serii Koleś. Świat utrzymany jest w stylistyce halucynacji i złudzeń przeżywanych przez bohatera, które są pretekstem do eliminowania irracjonalnych, wymyślonych przez umysł postaci wrogów i torowania sobie drogi przez kolejne etapy.

## Rozgrywka
Zarówno rozgrywka, jak i warstwa graficzna, są mocno inspirowane grami FPS, takimi jak Quake. Każdy etap daje graczowi pewną dowolność w sposobie jego ukończenia, kryjąc przed nim różnego rodzaju sekretne pomieszczenia i elementy do zebrania i nie ograniczając gracza tylko do jednej ścieżki progresji po planszy. Także mechanika poruszania się po przestrzeni jest zaczerpnięta z klasycznych gier tego gatunku, stawiając na ciągłe poruszanie się po mapie i szybkość w eliminowaniu przeciwników. W miarę postępu gracz zdobywa nowe rodzaje broni oraz ulepszaczy, które czasowo poprawiają jego umiejętności w walce lub zwiększają poziom zdrowia.